# Flowering Locus C

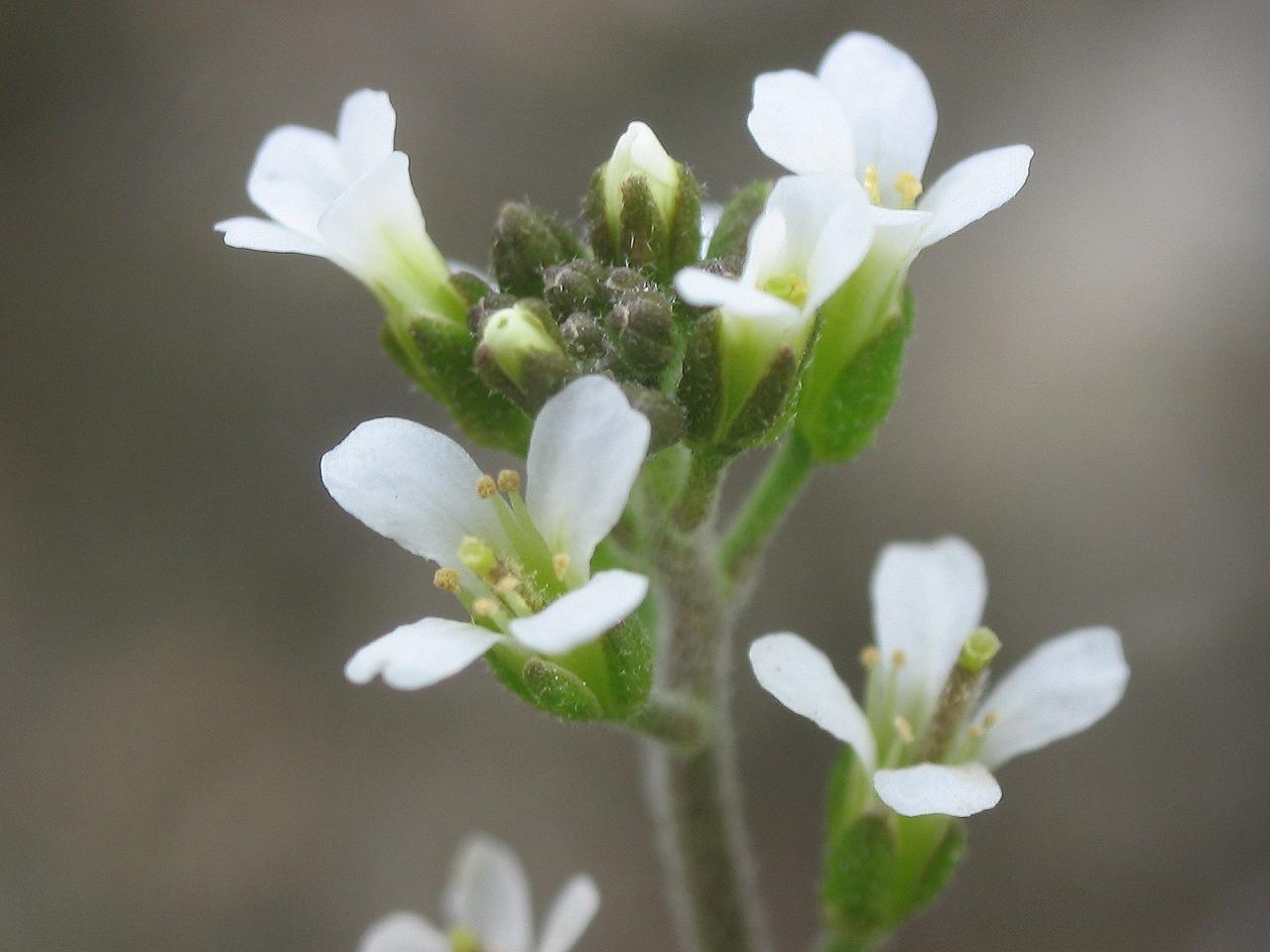
FLC è un gene MADS-box che regola la fioritura di Arabidopsis thaliana

Flowering Locus C  (FLC) è un gene MADS-box responsabile della vernalizzazione negli ecotipi a fioritura ritardata di Arabidopsis thaliana. 
Sul gene FLC è possibile individuare: 
- dominio MADS (che lega il DNA)
- dominio I (lega altri fattori formando omodimeri o eterodimeri)
- dominio K (promuove l'interazione con altre proteine di attivazione trascrizionale)
- dominio C-terminale

FLC è espresso nelle giovani piante sin dalla gametogenesi e inibisce la fioritura. Dopo aver attraversato un periodo freddo, l'espressione di FLC viene inibita e, di conseguenza, la pianta differenzia i tessuti fiorali. La regolazione di questo gene si basa prevalentemente su fenomeni epigenetici e sul controllo trascrizionale.
L'espressione di FLC è influenzata da altri geni tra cui FLK, FCA e VRN2.
Gli ecotipi selvatici Arabidopsis hanno differenti alleli per il gene FLC, dando o piante che fioriscono rapidamente producendo più generazioni durante un'estate (fioritura anticipata), o piante che fioriscono solo dopo vernalizzazione (fioritura ritardata). Variazioni di questo genere posso dipendere anche dal gene FRI, induttore di FLC.